# 聖十架堂

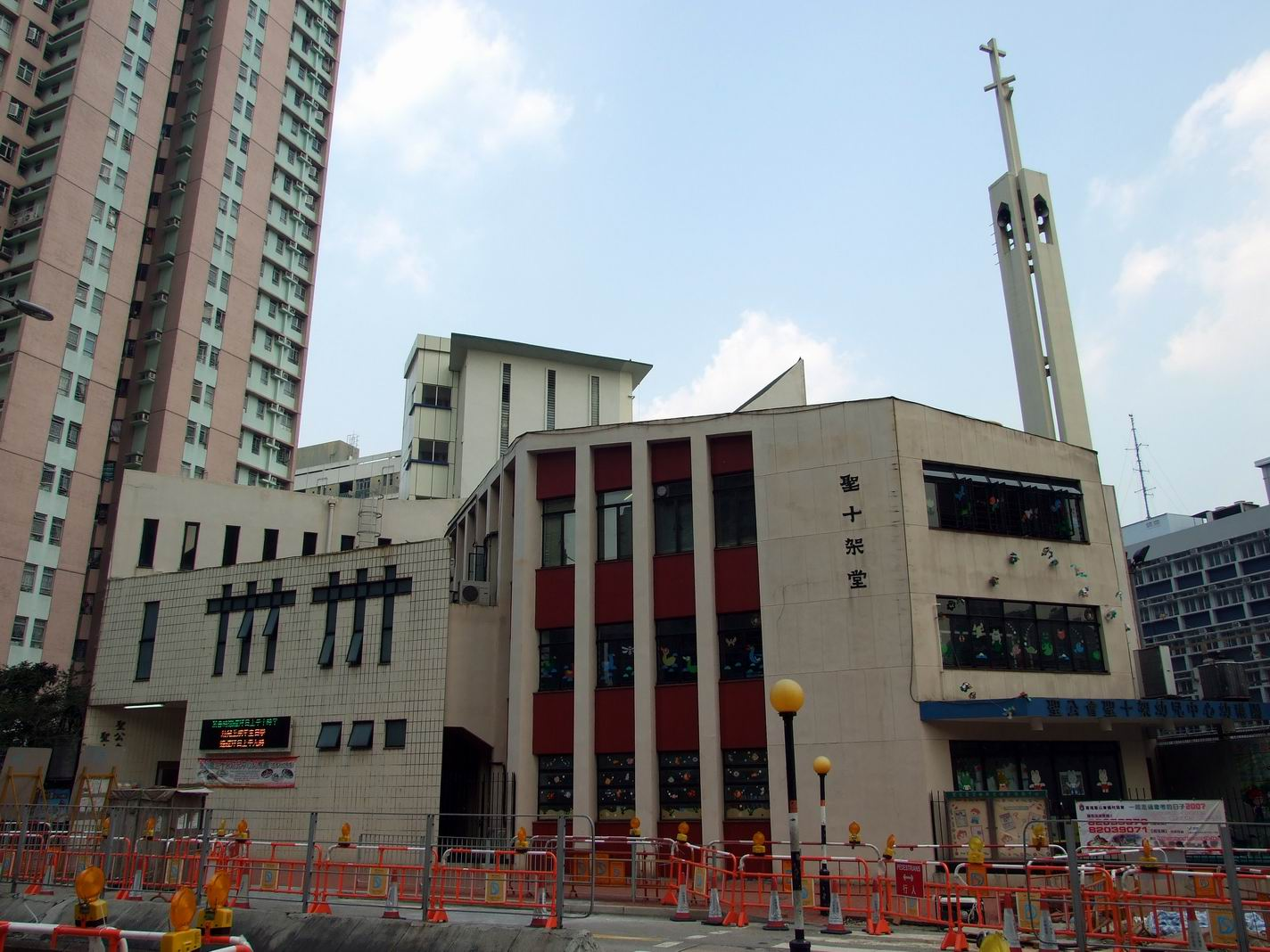
聖公會聖十架堂

聖公會聖十架堂（S.K.H. Calvary Church）是香港聖公會東九龍教區轄下的一所教堂，位於九龍黃大仙沙田坳道6號。

## 歷史
1960年首先在黃大仙徙置區基信小學設辦事處，到1962年5月6日第一次舉行主日崇拜。直至1964年在現址籌建新堂。1965年11月發展到有主日早、晚兩堂崇拜；同期「幼兒中心」、「供膳中心」及「青年工友宿舍」成立。1966年4月12日何明華主教為新堂祝聖。1968年「十架書軒」及「青年食堂」相繼啟用。
1969年重修聖堂及粉飾外牆，同年12月聖十架堂成立為牧區。1982年二十周年堂慶，訂下三大計劃及十大項目。1984年初牧區議會組成擴建委員會，研究擴建工程，決定在1986年10月開始動工，於銀禧堂慶完成。

### 歷任主任牧師
- 1962-1964年：李應標 法政牧師（開堂主理牧師）
- 1964-1969年：龍幹 法政牧師（建堂主理牧師）
- 1969-1973年：鮑宣睿 牧師（第一任牧區主任牧師）
- 1973-1979年：曾國偉 牧師（第二任牧區主任牧師）
- 1979-1983年：何獻蓂 牧師（第三任牧區主任牧師）
- 1984-2015年：區玉君 牧師（第四任牧區主任牧師）
- 2016-現在： 劉榮佳 牧師 （現任主任牧師）

## 社會服務中心
社會服務中心於1966年6月成立，為黃大仙青少年人提供多元化服務。主要服務：

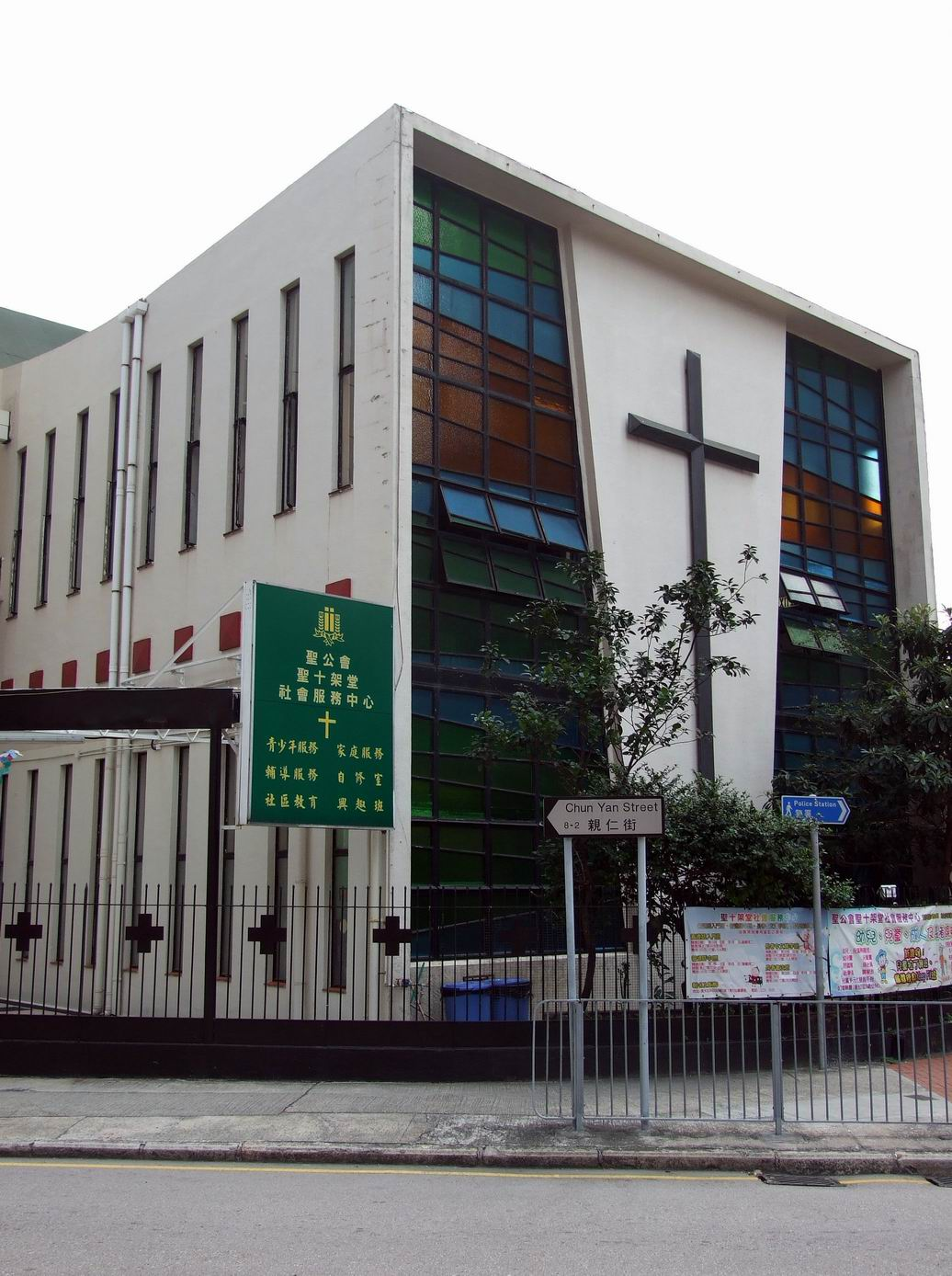
社會服務中心
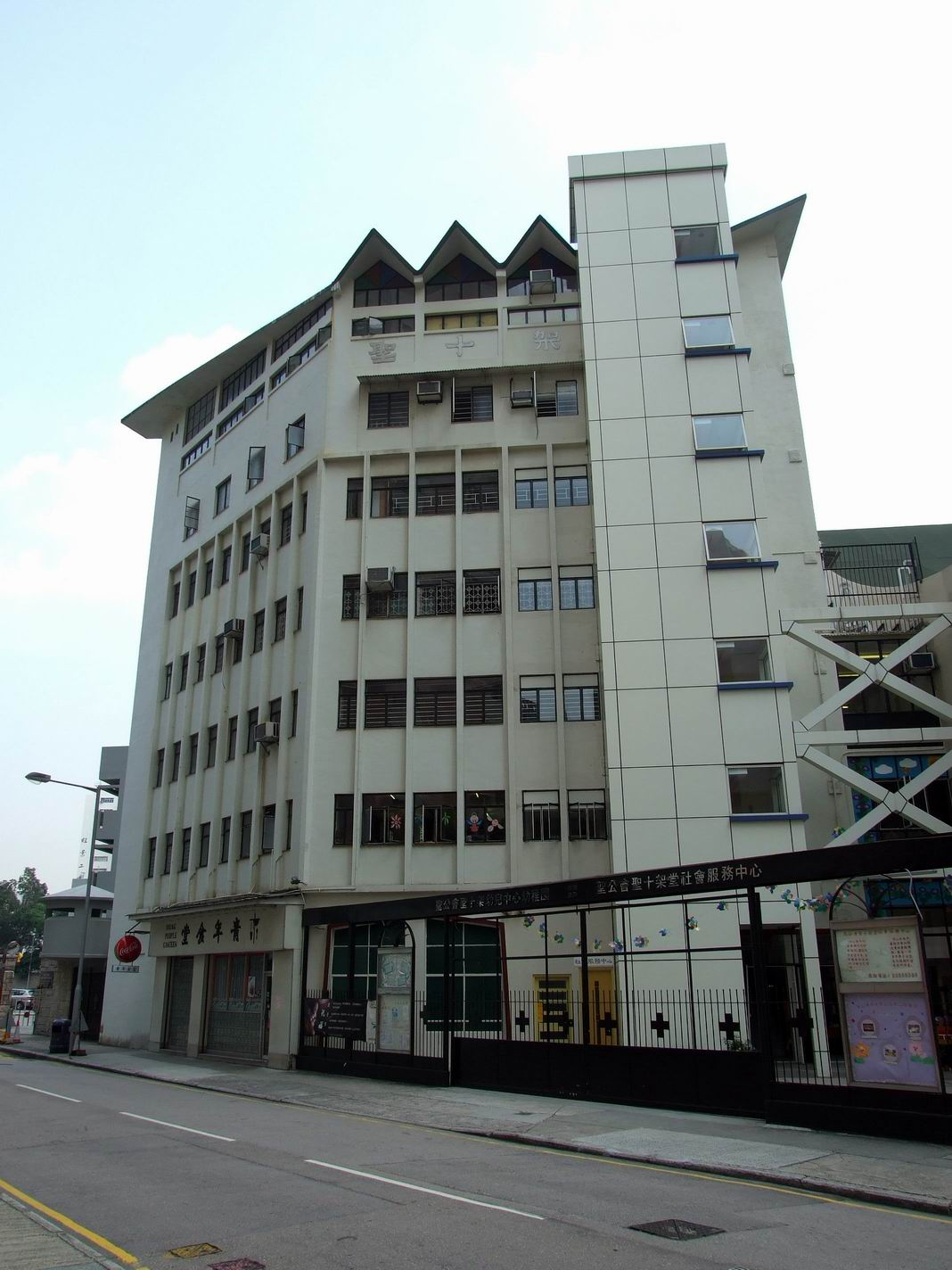
青年食堂

1. 學生託管
2. 學生自修室

社會服務中心有以下各種興趣班：
1. 芭蕾舞班
2. 幼兒畫班（腊筆）
3. 兒童畫班（水彩）
4. 珠心算班
5. 跆拳道
6. 兒童拉丁舞班
7. 英文拼音班
8. 鋼琴班
9. 成人纖體修身Keep Fit班
10. 兒童主日學班
11. 少年團契（小學三至六年級學生）
12. 少青團契（中一以上學生）
13. 青年團（中三或以上學生）

- 社會服務中心
- 青年食堂

## 幼兒中心／幼稚園
聖十架幼兒中心幼稚園（Calvary Children's Centre Kindergarten）為非牟利幼兒中心／幼稚園，1965年創校，以基督慈幼精神，培育幼兒德、智、體、群、美、靈之均衡發展。
二零零八年，聖十架幼兒中心幼稚園已停止辦學。

## 青年食堂
青年食堂保持一貫傳統的茶餐廳風貌，近年更定期設計出不同款式的宣傳標貼，讓客人在看餐牌時，同時也可留意到一些聖十架堂的聚會消息。

## 牧區學校
- 聖本德中學（1965年創校，彩虹邨藍鐘路）
- 聖十架小學（2015年創校，啟德沐虹街）
- 基德小學（1962年創校，新蒲崗大成街）

## 外部連結
- 聖公會聖十架堂 （页面存档备份，存于）
- 香港聖公會 （页面存档备份，存于）
- 香港聖公會東九龍教區 （页面存档备份，存于）